# Örnsköldsvik
Örnsköldsvik er en industriby og administrativt centrum i Örnsköldsviks kommune beliggende i Västernorrlands län i det centrale Sverige, ved Den Botniske Bugt. Örnsköldsvik, grundlagt i 1894, er den største by i provinsen Ångermanland, og den næststørste by i Västernorrlands län.
Ishockey er populært i byen. Örnsköldsviks ishockeyklub MODO Hockey har skabt mange talentfulde ishockeyspillere, som Peter Forsberg, Markus Näslund og mange flere.

## Galleri
- Örnsköldsvik set fra oven
- Torvet i Örnsköldsvik